# Języki bantu K
Języki bantu K – grupa geograficzna języków bantu z wielkiej rodziny języków nigero-kongijskich. Wchodzi w skład grupy języków bantu centralnych. Swoim zasięgiem obejmuje południowe Kongo, Angolę, Zambię oraz północne rejony Namibii i Botswany.

## Klasyfikacja
Poniżej przedstawiono klasyfikację języków bantu A według Guthriego zaktualizowaną przez J. F. Maho. Ponadto, Maho do listy Guthriego dodał nowe języki, dialekty oraz języki pidżynowe i kreolskie. Klasyfikacja Ethnologue bazuje na klasyfikacji Guthriego, jednak odbiega od niej znacznie, m.in. stosuje inny kod – trzyliterowy oparty na ISO 639 i inaczej grupuje języki.
W grupie języków bantu K wyróżnia się ok. 20 języków tworzących 4 grupy:

### K 10Języki chokwe-luhazi
K11 ciokwe – chokwe, tshokwe
K12a luimbi
K12b ngangela – nyemba
K13 luchazi – lujazi, ponda
K14 lwena – luvale
K15 mbunda - mbuunda
K16 nyengo
K17 mbwela
K18 nkangala

### K 20Języki lozi
K21 lozi – „Kolololo”

### K 30Języki luyana
K31 luyana - luyi
K32 mbowe
K321 mbune
K322 liyuwa
K33 kwangali – rukwangari, włączając mbundza
K331 zob. K322
K332 (dawn. K331) manyo – rumanyo, włączając gciriku (dciriku) i sambyu
K333 mbukushu – thimbukushu
K334 mbogedu † – „manyo”,  „rumanyo”
K34 mashi – masi, włączając kwandu
K35 simaa
K351 mulonga
K352 mwenyi
K353 koma – makoma
K354 imilangu
K36 shanjo
K37 kwangwa
K371 kwandi

### K 40Języki subiya-totela
K401 zob. K42
K402 fwe
K41 totela w Zambii
K411 totela w Namibii
K42 (dawn. K401) ikuhane – subiya, włączając mbalangwe